# James Schuerman
James Thomas (Ty) Schuerman (ur. 5 kwietnia 1957 w Burlington) – amerykański duchowny katolicki, biskup pomocniczy Milwaukee od 2017.

## Życiorys
Święcenia kapłańskie otrzymał w dniu 17 maja 1986 i został inkardynowany do archidiecezji Milwaukee. Pracował głównie jako duszpasterz parafialny. W latach 1992–1996 był misjonarzem na Dominikanie, a przez kolejne dwanaście lat pełnił funkcję ojca duchownego w archidiecezjalnym seminarium.
25 stycznia 2017 papież Franciszek mianował go biskupem pomocniczym Milwaukee ze stolicą tytularną Girba. Sakry udzielił mu 17 marca 2017 metropolita Milwaukee - arcybiskup Jerome Listecki.